# Дронжджево-Куяви
Дронжджево-Куяви (пол. Drążdżewo-Kujawy) — село в Польщі, у гміні Красносельц Маковського повіту Мазовецького воєводства.
Населення — 149 осіб (2011).
У 1975-1998 роках село належало до Остроленцького воєводства.

## Демографія
Демографічна структура станом на 31 березня 2011 року:
|          | Загалом | Допрацездатний вік | Працездатний вік | Постпрацездатний вік |
| -------- | ------- | ------------------ | ---------------- | -------------------- |
| Чоловіки | 70      | 14                 | 47               | 9                    |
| Жінки    | 79      | 19                 | 42               | 18                   |
| Разом    | 149     | 33                 | 89               | 27                   |